# Acrolyta mesochori
Acrolyta mesochori là một loài tò vò trong họ Ichneumonidae.